# Vàlvula aòrtica bicúspide
La vàlvula aòrtica bicúspide (VAB) és un defecte congènit de la vàlvula aòrtica que suposa l'existència de dues valves en aquesta vàlvula, en comptes de tres que són les normals. Només la vàlvula mitral (vàlvula bicúspide), situada entre l'aurícula esquerra i el ventricle esquerre, té dues valves en condicions normals. Les valves asseguren el flux de sang unidireccional entre les aurícules i els ventricles, o entre els ventricles i les grans artèries o venes.

## Història
La vàlvula aòrtica bicúspide va ser descrita com una curiositat patològica en el 1884 per Paget. Peacock la va relacionar amb l'estenosi per calcificació en 1866; i en 1886, Osler la va relacionar amb l'endocarditis infecciosa.

## Epidemiologia
La vàlvula aòrtica bicúspide és una anormalitat congènita comuna que té nombroses variants morfològiques, amb una incidència en la població general de 0,9 a 2,0% i una freqüència del 54% en els pacients de més de 15 anys amb estenosi valvular aòrtica. Poques vegades, individus portadors d'aquesta alteració valvular desenvolupen una dissecció aòrtica. Algunes persones amb VAB són asimptomàtiques o a penes mostren signes de disfunció cardíaca. La taxa de supervivència a 20 anys d'aquests individus és del 90%±3%.

## Genètica
Aquest defecte segueix generalment un patró d'herència multifactorial, encara que algunes vegades s'associa a un patró autosòmic dominant amb penetrància incompleta. La prevalença d'aquest defecte entre els familiars de primer grau d'una persona amb vàlvula aòrtica bicúspide és d'al voltant d'un 9,1%, per sobre de la prevalença estimada de la població general (1-2%). S'han descrit diverses mutacions al gen NOTCH1 en subjectes amb VAB i aneurismes de l'aorta toràcica.
Malgrat que entre la població general aquesta anomalia valvular és tres/quatre vegades més freqüent en homes que en dones, la prevalença és igual en homes i dones de famílies amb una o més persones afectes.
La VAB pot ser un component de diverses síndromes pleiotròpiques, com ara la síndrome de Loeys-Dietz, la síndrome de Di George o la síndrome de Marfan. La major part dels casos, però, es presenta de manera aïllada i no sindròmica.

## Classificació
L'any 2021 es va publicar una declaració internacional de consens sobre la nomenclatura i ordenament de la VAB i les aortopaties que l'acompanyen, amb el propòsit d'unificar les diverses i heterogènies classificacions existents fins llavors. A grans trets, aquesta declaració divideix les VABs en tres tipus:
- 1 Fusionat (fenotips: fusió cúspide dreta-cúspide esquerra i fusió cúspide dreta no coronària-cúspide esquerra no coronària).
- 2 Amb dos sins (fenotips: latero-lateral i antero-posterior).
- 3 Fusionat parcialment (fenotip: forma frustra o variable).[19]

## Diagnòstic
En la majoria d'individus amb aquest defecte l'auscultació indica l'existència d'un buf sistòlic ejectiu, audible amb més intensitat a la zona apical cardíaca. L'electrocardiograma i la radiografia de tòrax acostumen a ser normals, tot i que en alguns casos poden existir signes d'hipertròfia ventricular esquerra. L'ecocardiografia transtoràcica és la prova que té més sensibilitat i especificitat a l'hora de confirmar el diagnòstic de VAB. Una vegada diagnosticada, per fer el seguiment clínic de la VAB es recomana efectuar una tècnica d'imatge anual si hi ha una disfuncionalitat significativa o quan el diàmetre de l'arrel aòrtica supera els 4 cm. Generalment, en els pacients que no presenten aquestes condicions l'avaluació amb imatge de l'estat de la vàlvula es porta a terme cada dos anys.

## Tractament
Ara per ara, no existeixen fàrmacs específics i completament eficients per evitar que la VAB desenvolupi estenosi o regurgitació. L'ús d'estatines pot ajudar a disminuir el risc d'aneurismes de l'aorta en els subjectes amb l'anomalia. L'administració d'un blocador d'adrenoreceptors beta ha demostrat ser beneficiosa per reduir la velocitat de progressió dels canvis lesius en l aorta ascendent si la VAB està associada a la síndrome de Marfan. Quan es presenten símptomes d'insuficiència valvular, l'únic tractament definitiu és reparar el defecte o reemplaçar la válvula aòrtica col·locant una pròtesi cardíaca artificial o biològica. En certs casos, la pràctica d'un cateterisme intervencionista pot ser una bona opció terapèutica. La taxa de supervivència relativa (el quocient entre la supervivència observada, la qual es calcula a partir de la mortalitat d'una població de referència pertanyent a la zona geogràfica d'on procedeixen, i la esperada pels malalts amb el diagnòstic d'una patologia en particular) a llarg termini dels individus intervinguts segons els procediments quirúrgics valvulars aòrtics vigents avui dia, és excel·lent i similar a la de la població general.